# Hofstätten an der Raab
Hofstätten an der Raab osztrák község Stájerország Weizi járásában. 2018 januárjában 2253 lakosa volt. 

## Elhelyezkedése

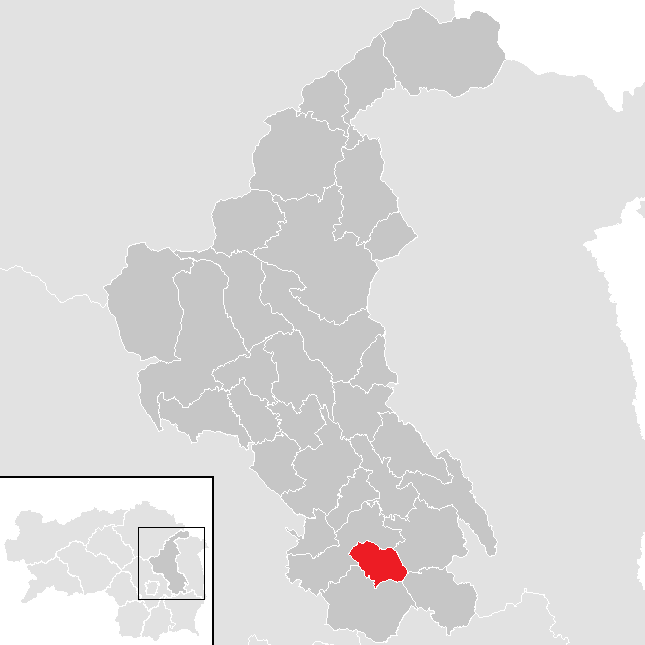
Hofstätten an der Raab a Weizi járásban

Hofstätten an der Raab a Kelet-stájerországi dombságon fekszik, a Rába bal partján. Az önkormányzat 4 települést egyesít: Hofstätten an der Raab (574 lakos 2018-ban), Pirching an der Raab (315), Wetzawinkel (453) és Wünschendorf (911).
A környező önkormányzatok: északkeletre Sinabelkirchen, délkeletre Markt Hartmannsdorf, délre Sankt Margarethen an der Raab, északnyugatra Gleisdorf.

## Története
Hofstättent először 1265/67-ben említik az írott források. 
1659-ben "magyar betegségnek" nevezett furcsa járvány szedett számos áldozatot a faluban; a betegek halálát az agyban talált "hosszú férgek" okozták.
A mai önkormányzat 1968-ban jött létre Hofstätten, Wetzawinkel és Wünschendorf-Pirching községek egyesülésével.

## Lakosság
A Hofstätten an der Raab-i önkormányzat területén 2018 januárjában 2253 fő élt. A lakosságszám 1939 óta gyarapodó tendenciát mutat. 2015-ben a helybeliek 91,8%-a volt osztrák állampolgár; a külföldiek közül 1% a régi (2004 előtti), 6,4% az új EU-tagállamokból érkezett. 2001-ben a lakosok 91,6%-a római katolikusnak, 1,4% evangélikusnak, 4,1% pedig felekezeten kívülinek vallotta magát. Ugyanekkor 6 magyar élt a községben.

## Látnivalók
- a pirching Hartl-kápolna 1893-ban épült
- a wetzawinkeli Haidinger-kápolna 1828-ból

## Fordítás
- Ez a szócikk részben vagy egészben  a   Hofstätten an der Raab című német Wikipédia-szócikk ezen változatának fordításán alapul.  Az eredeti cikk szerkesztőit annak laptörténete sorolja fel. Ez a jelzés csupán a megfogalmazás eredetét és a szerzői jogokat jelzi, nem szolgál a cikkben szereplő információk forrásmegjelöléseként.